# 펠리체 양켈
펠리스 양켈(Félice Jankell, 1992년 2월 24일 ~ )은 스웨덴의 배우이다.